# Lijst van voetbalinterlands Suriname - Trinidad en Tobago
Deze lijst van voetbalinterlands is een overzicht van alle officiële voetbalwedstrijden tussen de nationale teams van Suriname en Trinidad en Tobago. De landen speelden tot op heden 25 keer tegen elkaar. De eerste ontmoeting, een kwalificatiewedstrijd voor het Wereldkampioenschap voetbal 1966, werd gespeel in Port of Spain op 7 februari 1965. Het laatste duel, een kwalificatiewedstrijd voor de Caribbean Cup 2017, vond plaats op 4 januari 2017 in Couva.

## Wedstrijden
| №  | Plaats         | Datum             | Competitie                      | Wedstrijd                     | Uitslag |
| -- | -------------- | ----------------- | ------------------------------- | ----------------------------- | ------- |
| 1  | Port of Spain  | 7 februari 1965   | WK 1966 kwalificatie            | Trinidad en Tobago – Suriname | 4 – 1   |
| 2  | Paramaribo     | 14 maart 1965     | WK 1966 kwalificatie            | Suriname – Trinidad en Tobago | 6 – 1   |
| 3  | Port-au-Prince | 11 juni 1966      | Vriendschappelijk               | Trinidad en Tobago – Suriname | 3 – 2   |
| 4  | Paramaribo     | 4 oktober 1970    | Vriendschappelijk               | Suriname – Trinidad en Tobago | 3 – 2   |
| 5  | Port of Spain  | 28 november 1972  | WK 1974 kwalificatie            | Trinidad en Tobago – Suriname | 2 – 1   |
| 6  | San Fernando   | 30 november 1972  | WK 1974 kwalificatie            | Trinidad en Tobago – Suriname | 1 – 1   |
| 7  | Paramaribo     | 23 november 1974  | Vriendschappelijk               | Suriname – Trinidad en Tobago | 0 – 0   |
| 8  | Paramaribo     | 25 november 1974  | Vriendschappelijk               | Suriname – Trinidad en Tobago | 2 – 1   |
| 9  | Paramaribo     | 22 december 1974  | Vriendschappelijk               | Suriname – Trinidad en Tobago | 2 – 3   |
| 10 | Paramaribo     | 14 november 1976  | WK 1978 kwalificatie            | Suriname – Trinidad en Tobago | 1 – 1   |
| 11 | Port of Spain  | 28 november 1976  | WK 1978 kwalificatie            | Trinidad en Tobago – Suriname | 2 – 2   |
| 12 | Cayenne        | 18 december 1976  | WK 1978 kwalificatie            | Suriname – Trinidad en Tobago | 3 – 2   |
| 13 | Paramaribo     | 18 september 1977 | Vriendschappelijk               | Suriname – Trinidad en Tobago | 2 – 1   |
| 14 | Port of Spain  | 25 oktober 1978   | Vriendschappelijk               | Trinidad en Tobago – Suriname | 0 – 1   |
| 15 | Paramaribo     | 15 november 1979  | Vriendschappelijk               | Suriname – Trinidad en Tobago | 3 – 0   |
| 16 | Paramaribo     | 8 augustus 1981   | Vriendschappelijk               | Suriname – Trinidad en Tobago | 1 – 1   |
| 17 | Port of Spain  | 15 augustus 1981  | Vriendschappelijk               | Trinidad en Tobago – Suriname | 3 – 2   |
| 18 | Port of Spain  | 27 juni 1982      | Vriendschappelijk               | Trinidad en Tobago – Suriname | 2 – 3   |
| 19 | Port of Spain  | 5 mei 1985        | Vriendschappelijk               | Trinidad en Tobago – Suriname | 0 – 1   |
| 20 | Port of Spain  | 21 juni 1992      | Caribbean Cup 1992              | Trinidad en Tobago − Suriname | 1 − 0   |
| 21 | Port of Spain  | 14 april 1994     | Caribbean Cup 1994              | Trinidad en Tobago − Suriname | 3 − 2   |
| 22 | Palo Seco      | 26 mei 1996       | Caribbean Cup 1996              | Trinidad en Tobago − Suriname | 3 − 0   |
| 23 | Arima          | 28 november 2004  | Caribbean Cup 2005 kwalificatie | Trinidad en Tobago − Suriname | 1 − 0   |
| 24 | Bacolet        | 16 november 2012  | Caribbean Cup 2012 kwalificatie | Trinidad en Tobago − Suriname | 3 − 0   |
| 25 | Couva          | 4 januari 2017    | Caribbean Cup 2017 kwalificatie | Trinidad en Tobago − Suriname | 1 − 2   |

## Samenvatting
| Competitie                 | Totaal gespeeld | Winst Suriname | Gelijk | Winst Trinidad en T. | Doelsaldo Suriname – Trinidad en T. |
| -------------------------- | --------------- | -------------- | ------ | -------------------- | ----------------------------------- |
| WK-kwalificatie            | 7               | 2              | 3      | 2                    | 15 − 13                             |
| Caribbean Cup              | 3               | 0              | 0      | 3                    | 2 − 7                               |
| Caribbean Cup-kwalificatie | 3               | 1              | 0      | 2                    | 2 − 5                               |
| Vriendschappelijk          | 12              | 7              | 2      | 3                    | 22 − 16                             |
| Totaal                     | 25              | 10             | 5      | 10                   | 41 − 41                             |

SVB · 
Surinaams vrouwenelftal · 
Olympisch elftal
1934 – 1939 ·
1940 – 1949 ·
1950 – 1959 ·
1960 – 1969 ·
1970 – 1979 ·
1980 – 1989 ·
1990 – 1999 ·
2000 – 2009 ·
2010 – 2019 ·
2020 – 2029
Anguilla ·
Antigua en Barbuda ·
Aruba ·
Barbados ·
Bermuda ·
Britse Maagdeneilanden ·
Canada ·
Costa Rica ·
Cuba ·
Curaçao ·
Denemarken ·
Dominica ·
Dominicaanse Republiek ·
El Salvador ·
Grenada ·
Guatemala ·
Guyana ·
Haïti ·
Honduras ·
India ·
Jamaica ·
Kaaimaneilanden ·
Mexico ·
Montserrat ·
Nederland ·
Nederlandse Antillen ·
Nicaragua ·
Puerto Rico ·
Saint Kitts en Nevis ·
Saint Lucia ·
Saint Vincent en de Grenadines ·
Thailand ·
Trinidad en Tobago
TTFF · A-internationals · Bondscoaches · Selecties · Statistieken · Olympisch elftal · Vrouwenelftal van Trinidad en Tobago · Trinidad U21 · Trinidad U19 · Trinidad U17
Gold Cup 1991 · 
Gold Cup 1993 · 
Gold Cup 1996 · 
Gold Cup 1998 · 
Gold Cup 2000 · 
Gold Cup 2002 · 
Gold Cup 2005 · 
Gold Cup 2007 · 
Gold Cup 2009 · 
Gold Cup 2011 · 
Gold Cup 2013
WK 2006
1934 · 
1935 · 
1936 · 
1937 · 
1938 · 
1939 · 
1940 · 
1941 · 
1942 · 
1943 · 
1944 · 
1945 · 
1946 · 
1947 · 
1948 · 
1949 · 
1950 · 
1951 · 
1952 · 
1953 · 
1954 · 
1955 · 
1956 · 
1957 · 
1958 · 
1959 · 
1960 · 
1961 · 
1962 · 
1963 · 
1964 · 
1965 · 
1966 · 
1967 · 
1968 · 
1969 · 
1970 · 
1971 · 
1972 · 
1973 · 
1974 · 
1975 · 
1976 · 
1977 · 
1978 · 
1979 · 
1980 · 
1981 · 
1982 · 
1983 · 
1984 · 
1985 · 
1986 · 
1987 · 
1988 · 
1989 · 
1990 · 
1991 · 
1992 · 
1993 · 
1994 · 
1995 · 
1996 · 
1997 · 
1998 · 
1999 · 
2000 · 
2001 · 
2002 · 
2003 · 
2004 · 
2005 · 
2006 · 
2007 · 
2008 · 
2009 · 
2010 · 
2011 · 
2012 · 
2013 · 
2014 ·
2015 ·
2016 ·
2017 ·
2018 ·
2019 ·
2020 ·
2021 ·
2022
Anguilla · 
Antigua en Barbuda ·
Argentinië ·
Azerbeidzjan · 
Bahama's ·
Bahrein · 
Barbados · 
Belize · 
Bermuda · 
Bolivia ·
Botswana · 
Britse Maagdeneilanden · 
Canada · 
Chili · 
China · 
Colombia · 
Costa Rica · 
Cuba · 
Curaçao · 
Dominicaanse Republiek ·
Ecuador ·
Egypte ·
El Salvador ·
Engeland ·
Estland ·
Finland ·
Grenada ·
Guatemala ·
Guyana ·
Haïti ·
Honduras ·
Ierland ·
IJsland ·
India ·
Irak ·
Iran ·
Jamaica ·
Japan ·
Jordanië ·
Kaaimaneilanden · 
Kenia · 
Koeweit ·
Marokko ·
Mexico ·
Montserrat ·
Nederlandse Antillen ·
Nicaragua ·
Nieuw-Zeeland ·
Noord-Ierland ·
Noorwegen · 
Oostenrijk · 
Panama ·
Paraguay ·
Peru ·
Puerto Rico ·
Roemenië ·
Saint Kitts en Nevis ·
Saint Lucia ·
Saint Vincent en de Grenadines ·
Saoedi-Arabië · 
Schotland ·
Slovenië ·
Suriname ·
Tadzjikistan ·
Taiwan ·
Thailand ·
Tsjechië · 
Uruguay · 
Venezuela · 
Verenigde Arabische Emiraten ·
Verenigde Staten ·
Wales · 
Zuid-Afrika ·
Zuid-Korea ·
Zweden
Engeland (2006) · 
Paraguay (2006) · 
Zweden (2006)